# Družba 84
Družba 84 je společný název pro mezinárodní sportovní akce uskutečněné roku 1984 v Sovětském svazu a osmi dalších státech, které v roce 1984 bojkotovaly olympiádu v Los Angeles. Soutěží Družby se zúčastnilo 49 států.

## Pozadí

Juan Antonio Samaranch

Dne 8. května 1984, méně než tři měsíce před zahájením olympiády v Los Angeles, Sovětský svaz oznámil své rozhodnutí bojkotovat olympijské hry, z důvodu ohrožení bezpečnosti sportovců. Tisková agentura Sovětského svazu obvinila Spojené státy americké, že se snaží „využít her pro politické účely“. Dne 10. května se jako první připojilo k bojkotu Bulharsko. Týž den bylo následováno NDR a další den Mongolskem a Vietnamem. Dne 13. května se k bojkotu připojilo Československo. Ve stejný den se připojily další státy – Afghánistán a Laos. Dne 16. května se připojilo Maďarsko a 17. května Polsko. Bojkot olympiády překvapivě odmítlo Rumunsko, které nakonec získalo v Los Angeles 20 zlatých medailí, a zařadilo se tak mezi nejúspěšnější státy.
Dne 21. května se v Praze konala konference, které se zúčastnil prezident Mezinárodního olympijského výboru Juan Antonio Samaranch. Snažil se přesvědčit státy, které oznámily bojkot olympiády, aby změnily svůj postoj, což se mu nepodařilo. Dne 24. května v televizním vystoupení oznámil předseda Československého olympijského výboru Antonín Himl, že po ukončení olympiády bojkotující státy uskuteční sportovní akce v olympijských disciplínách. Záměrem podle Himla bylo, aby sportovci, kteří se svědomitě připravovali poslední čtyři roky na olympiádu, měli možnost prodat své schopnosti. Tím byl oficiálně oznámen záměr uspořádat soutěže Družba 84.
Himl dále řekl, že hry se budou konat po 12. srpnu (tj. po ukončení olympiády), a že Československo bude hostit některé sporty. Byly to: gymnastika, lukostřelba, ženská házená a ženská lehká atletika. Také ujistil, že Družba 84 bude otevřená pro všechny sportovce, včetně reprezentantů ze zemí, které se zúčastní olympiády. Brzy po zasedání oznámila své rozhodnutí bojkotovat olympiádu také Kuba a koncem června udělali totéž Severní Korea, Jižní Jemen, Etiopie a Angola.

## Zúčastněné státy
Na území Sovětského svazu se Družby 84 zúčastnilo cca 2300 sportovců ze 49 zemí. Přesný počet sportovců, kteří se akce zúčastnili mimo Sovětský svaz, není znám. Zatímco bojkotující země byly zastoupeny jejich nejlepšími sportovci, ostatní státy poslaly slabší týmy, často složené ze sportovců, kteří se nedokázali kvalifikovat na olympiádu v Los Angeles.
| - Afghánistán - Alžírsko - Angola - Argentina - Brazílie - Belgie - Británie - Bulharsko - Československo - Čína - Dánsko - Etiopie - Finsko | - Francie - Guyana - Indie - Itálie - Japonsko - Jižní Jemen - Jugoslávie - Kanada - Kolumbie - Kuba - Laos - Libanon - Madagaskar | - Maďarsko - Maroko - Mongolsko - NDR - Nizozemí - Nikaragua - Norsko - NSR - Polsko - Portugalsko - Rakousko - Rumunsko - Řecko | - Severní Korea - Sovětský svaz - Španělsko - Švédsko - Švýcarsko - Sýrie - Tanzanie - USA - Venezuela - Vietnam - Zimbabwe |

## Slavnostní zahájení
Oficiální slavnostní zahájení se konalo dne 18. srpna v Moskvě. Ceremoniál, který připomínal olympijské ceremoniály, trval dvě hodiny. Na stadionu tančily dívky v bílých trikotech, děti v národních krojích jednotlivých republik Sovětského svazu, cvičily červeně oblečené dívky se stříbrnými obručemi, apod. Podobně jako při zahájení olympiády byl zapálen oheň v míse, použité předtím při olympiádě v Moskvě. Pochodeň byla zapálena věčným plamenem, který svítí pro oběti druhé světové války v Kremlu. Tehdejší nejvyšší představitel Sovětského svazu Konstantin Černěnko se obřadu nezúčastnil, ale byli tam přítomni další čelní představitelé, jako např. Michail Gorbačov.

## Přehled medailí
| Medailové zisky |                |       |         |       |        |
|                 | Stát           | Zlato | Stříbro | Bronz | Celkem |
| 1.              | Sovětský svaz  | 126   | 87      | 69    | 282    |
| 2.              | NDR            | 50    | 45      | 43    | 138    |
| 3.              | Bulharsko      | 21    | 25      | 29    | 75     |
| 4.              | Kuba           | 15    | 11      | 12    | 38     |
| 5.              | Maďarsko       | 10    | 17      | 24    | 51     |
| 6.              | Polsko         | 7     | 17      | 34    | 58     |
| 7.              | Severní Korea  | 5     | 5       | 10    | 20     |
| 8.              | Československo | 2     | 18      | 28    | 48     |
| 9.              | Čína           | 2     | 1       | 4     | 7      |
| 10.             | Etiopie        | 1     | 2       | 2     | 5      |

## Srovnání Družby 84 a olympiády

### Hodnocení sportovců
V době konání her se sportovci vyjadřovali v oficiálních médiích o úrovni her pochvalně. Po roce 1989 ale někteří jejich uspořádání odsoudili. Chodec Jozef Pribilinec o nich např. řekl: „Byl to vrchol svinstva ve sportu. Žádná náplast, obyčejná ignorance a výsměch reprezentantům.“

### Srovnání sportovní úrovně

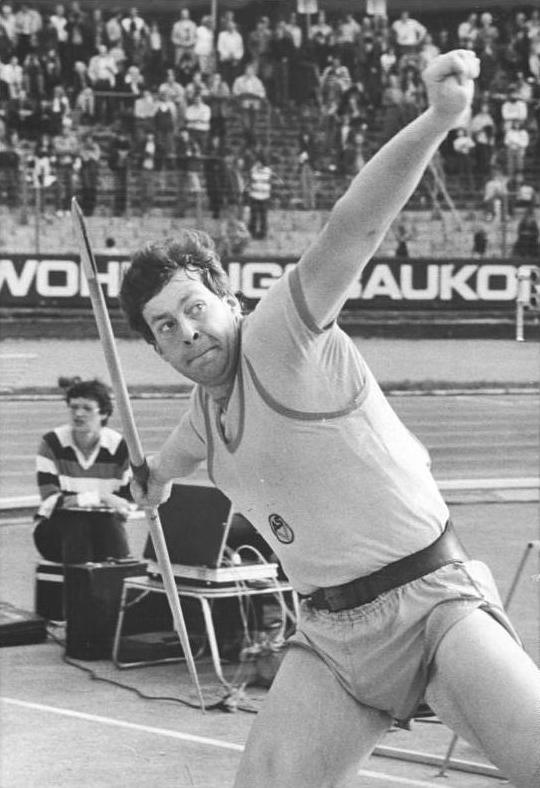
Uwe Hohn, který vyhrál hod oštěpem na Družbě 84 v Moskvě

V médiích byly často srovnávány sportovní výsledky dosažené na Družbě 84 a na olympiádě v Los Angeles. Přes šedesát výkonů dosažených v různých sportech na Družbě 84 by stačilo na získání medailí na olympiádě. Z celkového počtu 41 atletických disciplín dosáhli ve dvaceti disciplínách vítězové Družby 84 lepší výkon, než vítězové v Los Angeles. Např. vítěz v hodu oštěpem  v Los Angeles by výkonem 86,76 m na Družbě v Moskvě nezískal ani bronzovou medaili.
|    | Atlet           | Výkon   |
| -- | --------------- | ------- |
| 1. | Arto Härkönen   | 86,76 m |
| 2. | Dave Ottley     | 85,74 m |
| 3. | Kenth Eldebrink | 83,72 m |

|    | Atlet         | Výkon   |
| -- | ------------- | ------- |
| 1. | Uwe Hohn      | 94,44 m |
| 2. | Detlef Michel | 88,32 m |
| 3. | Zdeněk Adamec | 87,10 m |

Lepší výkony na Družbě 84 dosáhlo též jedenáct vítězů v plavání. A kdyby např. Li Ju-wej, která vyhrála zlatou olympijskou medaili v Los Angeles ve střelbě na pohyblivý terč, získala stejné skóre na Družbě, umístila by se pouze na šestém místě. Sporty jako je vzpírání nebo zápas, měly na Družbě téměř všechny vrcholové sportovce své doby.
Nicméně někteří novináři poznamenali, že srovnání není z různých důvodů přesné. Například Marlies Göhrová výkonem 10,95 s ve sprintu na 100 m dosáhla o něco lepší čas než Evelyn Ashfordová na olympiádě (10,97 s). Ale když se obě dvě setkaly v přímém souboji týden po Družbě, Ashfordová byla mnohem rychlejší než Göhrová a vytvořila nový světový rekord.
Podobně, na Družbě 84 byly dosaženy lepší časy dráhových cyklistů, ale ti soutěžili na kryté dřevěné dráze, zatímco na olympiádě byla k dispozici jen pomalejší venkovní betonová dráha.
Srovnání měla také politický význam. Zatímco organizátoři Družby opakovaně ujišťovali tisk, že jejich akce nebyla „alternativní olympiáda“ (pravděpodobně, aby se zabránilo represivním opatřením ze strany MOV), státní sdělovací prostředky Sovětského svazu často akci k olympiádě přirovnávaly. Tisková agentura Sovětského svazu prohlásila, že Družba 84 byla významnou událostí olympijského roku, zatímco noviny Sovětský sport označily Družbu za hlavní událost olympijského čtyřletí.

## Galerie medailistů

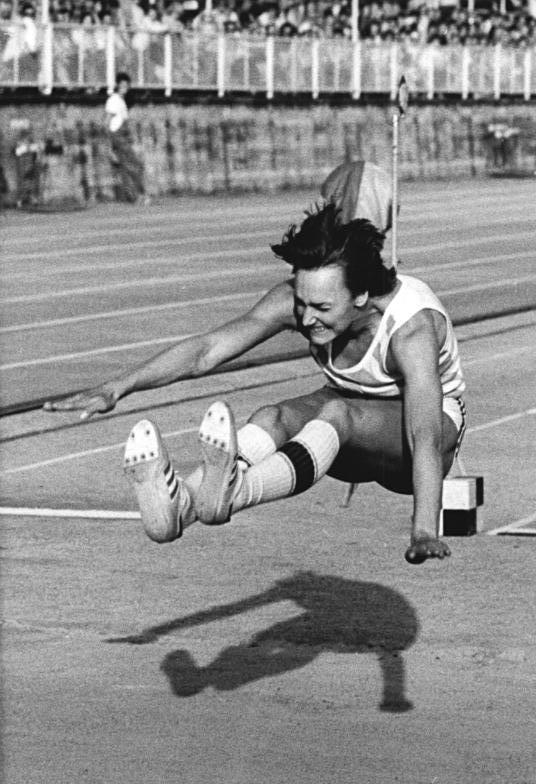
Heike Drechslerová vyhrála skok do dálky (715 cm)
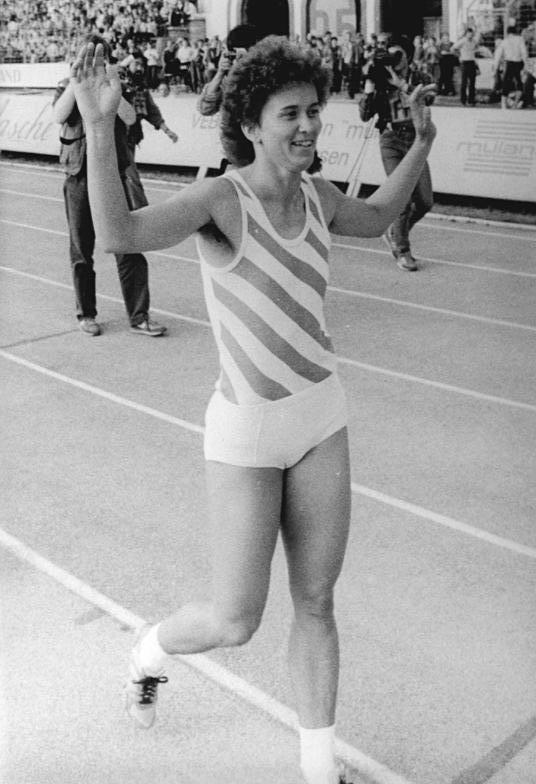
Marlies Göhrová vyhrála 100 m (10,95 s)
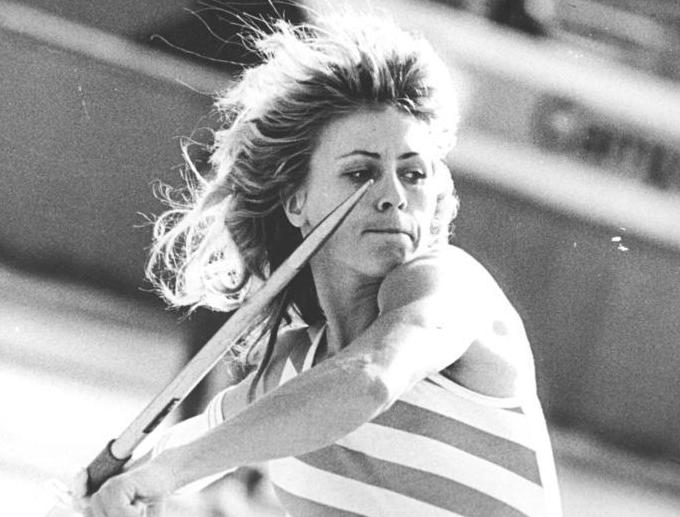
Petra Felkeová vyhrála hod oštěpem (73,30 m)
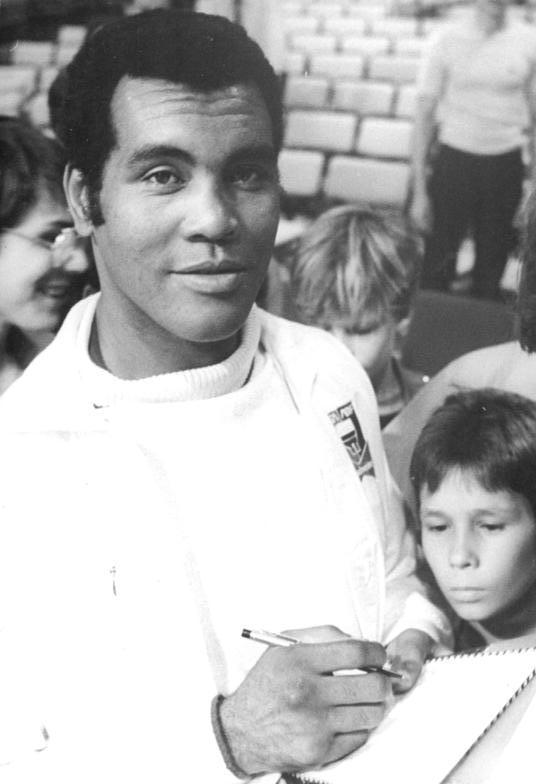
Teófilo Stevenson zvítězil v boxu (supertěžká váha)
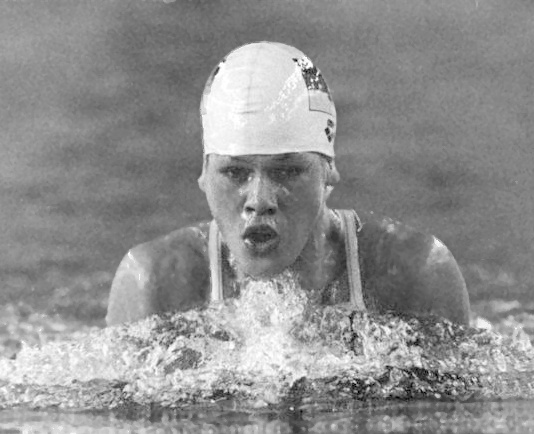
Sylvia Geraschová vyhrála závod na 100 m prsa (1:08,29 – světový rekord)
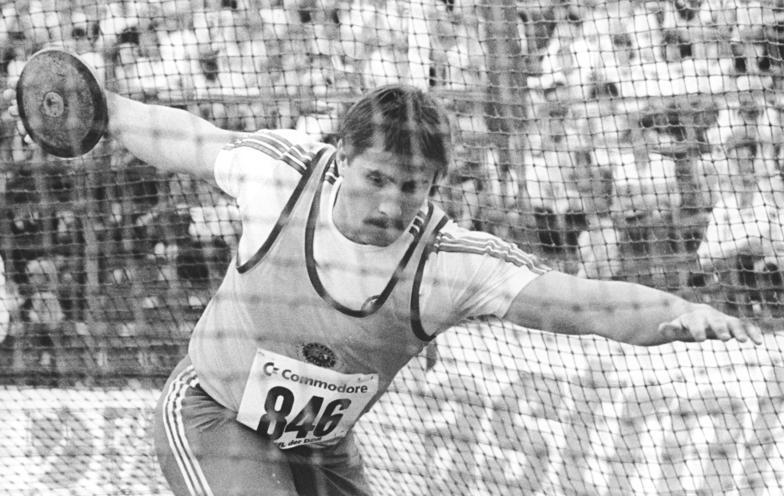
Jürgen Schult byl třetí v hodu diskem (66,02 m)